# Cross Road: The Videos
Cross Road: The Videos è una raccolta di videoclip dei Bon Jovi, pubblicata in contemporanea con l'omonima raccolta del gruppo nel 1994.

## Il video
La registrazione contiene 16 video, di cui 4 risultano inediti in formato home video (ovvero quelli di Blaze of Glory, Dry County, Miracle, e Always). Nonostante non sia mai stato ufficialmente messo in commercio in versione DVD, di Cross Road: The Videos sono presenti vari bootleg non ufficiali che circolano per internet.

## Tracce
1. Livin' on a Prayer (Jon Bon Jovi, Richie Sambora, Desmond Child)
2. Keep the Faith (Bon Jovi, Sambora, Child)
3. Wanted Dead or Alive (Bon Jovi, Sambora)
4. Lay Your Hands on Me (Bon Jovi, Sambora)
5. You Give Love a Bad Name (Bon Jovi, Sambora, Child)
6. Bed of Roses (Bon Jovi)
7. Blaze of Glory (Bon Jovi)
8. In These Arms (Bon Jovi, Sambora, David Bryan)
9. Bad Medicine (Bon Jovi, Sambora, Child)
10. I'll Be There for You (Bon Jovi, Sambora)
11. Dry County (Bon Jovi)
12. Living in Sin (Bon Jovi)
13. Miracle (Bon Jovi)
14. I Believe (Bon Jovi)
15. I'll Sleep When I'm Dead (Bon Jovi, Sambora, Child)
16. Always (Bon Jovi)

## Formazione
- Jon Bon Jovi - voce, chitarra, pianoforte
- Richie Sambora - chitarra solista, seconda voce
- David Bryan - tastiere, seconda voce
- Alec John Such - basso, seconda voce
- Tico Torres - batteria, percussioni